# Jēkabs Rēdlihs
Jēkabs Rēdlihs, född 29 mars 1982 i Riga, Lettiska SSR, Sovjetunionen, är en lettisk professionell ishockeyspelare som spelar för Piráti Chomutov i Extraliga.

## Spelarkarriär
Rēdlihs valdes i fjärde rundan som 119:e spelare totalt av Columbus Blue Jackets i NHL Entry Draft 2002. Efter draften började Rēdlihs sedan på Boston University och avslutade en fyraårig collegekarriär med att ha blivit uttagen i ligans All-Rookielag under sitt första år.
Efter sin sista säsong säsong med i Boston som ligamästare gjorde Rēdlihs sin professionella debut när han den 30 mars 2006 skrev på för Blue Jackets AHL-lag Syracuse Crunch. Rēdlihs blev inbjuden till Blue Jackets träningsläger inför säsongen 2006/2007 men fick därefter spela med Syracuse Crunch och Dayton Bombers i ECHL. Året efter blev Rēdlihs återigen inbjuden till Blue Jackets träningsläger den 10 september 2007, men släpptes senare till Syracuse Crunch den 20 september 2007.
Efter att ha tillbringat större delen av säsongen med Elmira Jackals i ECHL lämnade Rēdlihs Nordamerika när den 9 januari 2008 skrev på för HC Plzeň i tjeckiska Extraliga. Den 31 mars 2008 förlängde sedan Rēdlihs kontraktet med ett år.
Den 17 juli 2009 skrev Rēdlihs som free agent på ett tvåårskontrakt med KHL-laget Dinamo Riga. Efter tre säsonger i Riga skrev Rēdlihs den 8 september 2013 på ett tre veckor långt tryout-kontrakt med Modo Hockey i SHL.
Jēkabs Rēdlihs har tre bröder. Två av dem, Miķelis Rēdlihs och Krišjānis Rēdlihs, är ishockeyspelare. Alla tre bröderna har spelat tillsammans i Lettlands landslag.